# Маслёнкин, Анатолий Евстигнеевич
Анато́лий Евстигне́евич Маслёнкин (29 июня 1930, Москва — 16 мая 1988, Москва) — советский футболист, полузащитник, защитник. Мастер спорта СССР (1956). Заслуженный мастер спорта СССР (1957).

## Биография
С детства имел проблемы со слухом после перенесённой скарлатины.
В конце войны начал тренироваться в школе московского «Динамо», входил в молодёжный состав, но не был включён в основной, в результате покинул клуб.
Вскоре поступил в Московский химический политехникум имени В. И. Ленина, во время учёбы играл за заводскую команду «Красный пролетарий», по распределению работал в Государственном институте азотной промышленности в должности техника.
С 1954 года выступал за московский «Спартак».
В 1955—1962 годах — игрок национальной сборной Советского Союза. Провёл в составе сборной команды СССР 33 матча. Включался в списки 33 лучших футболистов шесть раз (четырежды под № 1 в 1959—1962 годах).
Член КПСС с 1962 года.
С 1964 года играл за ярославский «Шинник».
Всего провёл в высшей лиге 250 матчей.
Работал в детской школе «Спартака», первый тренер Фёдора Черенкова.
Умер на 58-м году жизни от скоротечного рака лёгких.

## Достижения[4]
- Олимпийский чемпион 1956
- Чемпион Европы по футболу 1960
- Чемпион СССР (3): 1956, 1958, 1962
- Обладатель Кубка СССР 1958, 1963
- Победитель Всемирных спортивных игр молодёжи и студентов (в рамках фестиваля), Хельсинки: 1962
- Победитель Спартакиады народов СССР 1956

## Личная жизнь
Жена — Валентина Андреевна. Двое детей: дочь Алла (род. 1960) и сын Евгений (род. 1970).